# Georg Aicher (Theologe)
Georg Aicher (* 7. April 1873 in Palling; † 8. Oktober 1929 ebenda) war ein deutscher katholischer Theologe.

## Leben
Er wurde 1908 an der Universität München habilitiert. 1912 nahm er einen Ruf als Professor für neues Testament und biblische Grammatik an das kgl. Lyzeum Bamberg an, das 1923 zur PTH Bamberg wurde. Von 1924 bis 1927 war er auch Rektor der PTH Bamberg.

## Schriften (Auswahl)
- Das Alte Testament in der Mischna. Freiburg im Breisgau 1906, OCLC 1261394570.
- Kamel und Nadelöhr. Eine kritisch-exegetische Studie über MT 19,24 und Parallelen. Münster 1908, OCLC 782015188.
- Hebräische Wortspiele im Matthäusevangelium. Bamberg 1929, OCLC 41997140.
- Der Prozeß Jesu. Amsterdam 1963, OCLC 781291052.